# Baby Daddy
Baby Daddy ist eine US-amerikanische Sitcom, die zum ersten Mal am 20. Juni 2012 beim Kabelsender ABC Family (seit 2016 Freeform) ausgestrahlt wurde. Sie erzählt von dem Mittzwanziger Ben, dessen Ex-Freundin überraschend einen Säugling bei ihm abliefert. In Deutschland wird die Serie seit dem 22. Januar 2014 auf Disney Channel ausgestrahlt.
Im Juni 2016 wurde die Produktion einer sechsten Staffel angekündigt. Im Mai 2017 wurde Baby Daddy mit Erreichen der 100. Folge (Syndication) abgesetzt.

## Handlung
Als es an der Tür klingelt, hat ein One-Night-Stand von Ben Wheeler ein Baby vor die Tür gelegt. Ben ahnt, dass es seine Tochter ist und beschließt, das Mädchen groß zu ziehen. Unterstützung erhält er von seiner Mutter Bonnie, seinem Bruder Danny, seinem besten Freund Tucker und seiner besten Freundin und Nachbarin Riley.

## Figuren
Benjamin „Ben“ Bon Jovi WheelerBen ist der Protagonist der Serie und Mitte 20. Er weiß nicht, was er mit seinem Leben anfangen soll. Eines Tages findet er ein Baby vor seiner Tür und er erfährt, dass er Vater geworden ist. Er beschließt für seine Tochter zu sorgen.
Tucker DobbsTucker ist Bens bester Freund und Mitbewohner. Er markierte seine Nahrung, sobald Danny eingezogen war. Tucker ist jedem gegenüber freundlich, solange sie nicht alle seine Lebensmittel essen. Er und Bonnie sind die einzigen, die zu Anfang wissen, dass Danny ein Auge auf Riley geworfen hat.
Daniel „Danny“ J. WheelerEr ist der ältere Bruder von Ben und ein professioneller Eishockeyspieler. Durch einen Tauschhandel kam er von den Calgary Flames zu den New York Rangers. Sein kleiner Bruder schaut zu ihm auf, weil er alles hat, was ein Mann möchte. Er ist zu Anfang die einzige Person, die weiß, dass Riley in Ben verliebt ist und dass sie ihm nicht die Wahrheit darüber sagen kann. Jedoch ist Danny selbst in Riley verliebt und es schmerzt ihm, dass sie seinen Bruder liebt.
Bonnie WheelerBonnie ist die Mutter von Ben und Danny. Sie glaubt, dass Ben nicht bereit ist, sich um ein Kind zu kümmern, weil sie noch seine Unterhosen kauft. Des Weiteren ist sie großer Fan der Rockband Bon Jovi.
Riley PerrinSie ist Dannys beste Freundin, die 200 Pfund verloren hat. Riley ist seit Kinderzeiten in Ben verliebt, aber nur Danny weiß davon, der seinerseits in sie verliebt ist. Trotz Problemen bei den Law School Admission Tests (LSAT), schaffte sie es, die juristische Fakultät zu besuchen. Am Ende der zweiten Staffel wird sie kurzzeitig Bens Freundin.

## Produktion
Im September 2011 bestellte der Sender den Comedypilot Baby Daddy. Am 1. November 2011 wurde Cameron Deane Stewart für die Hauptrolle des Ben Wheeler besetzt. Des Weiteren wurden Chelsea Kane und Derek Theler für weitere Hauptrollen besetzt. Außerdem wurde Melissa Peterman als Gastdarstellerin gecastet.
Die erste Staffel der Serie, bestehend aus zehn Folgen, wurde von ABC Family am 3. Februar 2012 bestellt. Kurze Zeit nach der Serienbestellung gab der Sender bekannt, dass die Hauptrolle des Ben Wheeler neu besetzt wird. Jean-Luc Bilodeau ersetzte Cameron Deane Stewart als Hauptdarsteller.
Am 17. August 2012 gab ABC Family eine zweite Staffel in Auftrag. Für die zweite Staffel wurden Grace Phipps, Lacey Chabert und Matt Dallas für Gastrollen gecastet.
Wie am 23. März 2013 bekannt wurde, hat ABC Family die Serie schon vor Beginn der Ausstrahlung der zweiten Staffel um eine dritte Staffel verlängert.
Am 17. März 2014 wurde bekanntgegeben, dass ABC Family die Serie um eine vierte Staffel verlängert hat, deren Halloween-Special am 22. Oktober 2014 gesendet wurde. Die reguläre Ausstrahlung soll ab dem 14. Januar 2015 erfolgen.
Im Juni 2016 wurde die Produktion einer sechsten Staffel angekündigt.
Im Mai 2017 gab der US-Sender Freeform bekannt, die Serie nicht mehr zu verlängern, somit ist die sechste Staffel die letzte.

## Besetzung und Synchronisation
Die deutsche Synchronisation entsteht nach einem Dialogbuch von Karin Lehmann und unter der Dialogregie von Michael Pan durch die Synchronfirma SDI Media Germany in Berlin.
| Rollenname                | Schauspieler/in                          | Hauptrolle | Nebenrolle      | Synchronsprecher/in |
| ------------------------- | ---------------------------------------- | ---------- | --------------- | ------------------- |
| Ben Wheeler               | Jean-Luc Bilodeau                        | 1.01–6.11  |                 | Michael Ernst       |
| Tucker Dobbs              | Tahj Mowry                               | 1.01–6.11  |                 | Dirk Petrick        |
| Daniel „Danny“ J. Wheeler | Derek Theler                             | 1.01–6.11  |                 | Nico Sablik         |
| Bonnie Wheeler            | Melissa Peterman                         | 1.01–6.11  |                 | Daniela Hoffmann    |
| Riley Perrin              | Chelsea Kane                             | 1.01–6.11  |                 | Shandra Schadt      |
| Emma Wheeler              | Ali Louise Hartman Susanne Allan Hartman |            | 1.01–1.10       |                     |
| Emma Wheeler              | Mila Beske Zoey Beske                    |            | 2.01–2.16       |                     |
| Emma Wheeler              | Harper Husak Ember Husak                 |            | 3.01–3.21       |                     |
| Emma Wheeler              | Kayleigh Harris Sura Harris              |            | 4.01–6.11       |                     |
| Fitch Douglas             | Matt Dallas                              |            | 2.01–2.08, 3.03 | Felix Spieß         |
| Dr. Amy Shaw              | Lacey Chabert                            |            | 2.05–6.11       | Magdalena Turba     |
| Megan                     | Grace Phipps                             |            | 2.06–6.11       | Rubina Kuraoka      |
| Angela                    | Mimi Gianopulos                          |            | 2.15–6.11       | Tanya Kahana        |
| Brad                      | Peter Porte                              |            | 3.02–6.11       | Frank Schaff        |
| Zoey                      | Jonna Walsh                              |            | 5.01–5.11       | Yvonne Greitzke     |

### Gastdarsteller
| Rollenname      | Schauspieler/in           | Gastauftritt | Synchronsprecher/in |
| --------------- | ------------------------- | ------------ | ------------------- |
| Hank            | Tuc Watkins               | 1.06         | Boris Tessmann      |
| Ava             | Ashley Argota             | 1.07         |                     |
| Izzy            | Amber Stevens             | 1.08         | Julia Meynen        |
| Ray Wheeler     | Greg Grunberg             | 1.09, 2.12   | Olaf Reichmann      |
| Marcus          | Anthony Montgomery        | 2.01         | Karlo Hackenberger  |
| Chase Baxter    | Wayne Brady               | 2.02         | Jan-David Rönfeldt  |
| Jenna           | Anna Maria Perez de Taglé | 2.05         |                     |
| Kayla           | Kelly Stables             | 2.07, 2.14   |                     |
| Jennifer Perrin | Caroline Rhea             | 2.07         | Sabine Arnhold      |
| Winston Douglas | Diedrich Bader            | 2.08         | Marcus Off          |
| Vanessa         | Meagan Tandy              | 2.09         | Esra Vural          |
| Gerard          | Antonio Sabato Jr.        | 2.09         | Dennis Schmidt-Foß  |
| Steve           | Robert Gant               | 2.12         | Peter Flechtner     |
| Edwin           | Leslie Jordan             | 2.16         | Michael Pan         |
| Piper           | Lucy Hale                 | 3.04         | Marie-Luise Schramm |
| Bonnies Boss    | Maria Canals-Barrera      | 3.04         |                     |
| Staphanie       | Kelsey Chow               | 3.10         |                     |
| Bailey          | Bailey Buntain            | 3.11         | Anja Stadlober      |

## Ausstrahlung
Vereinigte Staaten
Die erste Staffel wurde zwischen dem 20. Juni und 29. August 2012 ausgestrahlt. Die erste Folge wollten 1,7 Millionen Zuschauer verfolgen und machte mit einem Rating von 0,7 in der werberelevanten Zielgruppe den erfolgreichsten Auftakt einer Comedyserie in der Geschichte von ABC Family. Die 16 Episoden der zweiten Staffel wurden zwischen dem 29. Mai und dem 11. Dezember 2013 ausgestrahlt. Die dritte Staffel folgte vom 15. Januar bis zum 18. Juni 2014. Die Erstausstrahlung der vierten Staffel fand vom 22. Oktober 2014 bis zum 5. August 2015 statt. Die fünfte Staffel wird seit dem 3. Februar 2016 gesendet.
Deutschland
In Deutschland wird die Serie seit dem 22. Januar 2014 mittwochs im frei empfangbaren Disney Channel ausgestrahlt. Seit dem 11. April 2014 wird die erste Staffel der Serie zusätzlich im Pay-TV-Sender Universal Channel ausgestrahlt. Seit dem 24. April 2015 erfolgt die deutschsprachige Erstausstrahlung der dritten Staffel werktags in Doppelfolgen auf dem deutschen Pay-TV-Sender Universal Channel. Seit dem 2. Januar 2017 wurde die Serie außerdem bei ProSieben ausgestrahlt.